# Rasclet cama-roig
El rasclet cama-roig (Rallina fasciata) és una espècie d'ocell de la família dels ràl·lids (Rallidae) que habita bosocs de ribera i plantacions d'arròs de Myanmar, Tailàndia, sud del Vietnam, Malaia, Sumatra, Borneo i les Filipines.